# Durchkomponierte Form
Durchkomponiert heißen Formen in der Vokalmusik, die „durchgehend“ musikalisch gestaltet sind: Die Musik verläuft ohne Unterbrechungen oder merkliche Schnittstellen und baut sich so auf, dass kaum noch Teile wiederholt (z. B. Da capo), ergänzt (z. B. Extempore), weggelassen oder ausgetauscht werden können.
Das Prinzip der Durchkomposition entwickelt sich seit dem späten 18. Jahrhundert. Für die Gestaltung größerer Abläufe ist vom Komponisten motivisch-thematische Arbeit gefordert, ähnlich wie in der Instrumentalmusik des 19. Jahrhunderts.

## Differenzierung nach Gattung
- Beim Kunstlied oder Chorlied bedeutet durchkomponiert, dass sich die Vertonung nicht mit jeder Text-Strophe wiederholt, sondern jede dieser Strophen eine eigene musikalische Fassung erhält. Damit übernimmt die Musik gegenüber dem Text die Führung in der Gestaltung des Ablaufs.
- In der Oper haben durchkomponierte Formen im Gegensatz zu den Nummern der Nummernoper einen durchgängigen musikalischen Fluss, der vor allem nicht durch gesprochene Dialoge, seltener auch Rezitative unterbrochen ist. Dies schließt jedoch die Einbettung kleinerer geschlossener Formen, zum Beispiel Lied- oder Arien-Formen, nicht aus. Für die Werke Wagners und des späten Verdi gebraucht man auch die Begriffe Durchkomponierte symphonische oder Durchkomponierte musikdramatische Großform. Wagner nannte seine Art der Durchkomposition unendliche Melodie.